# Simon van der Meer

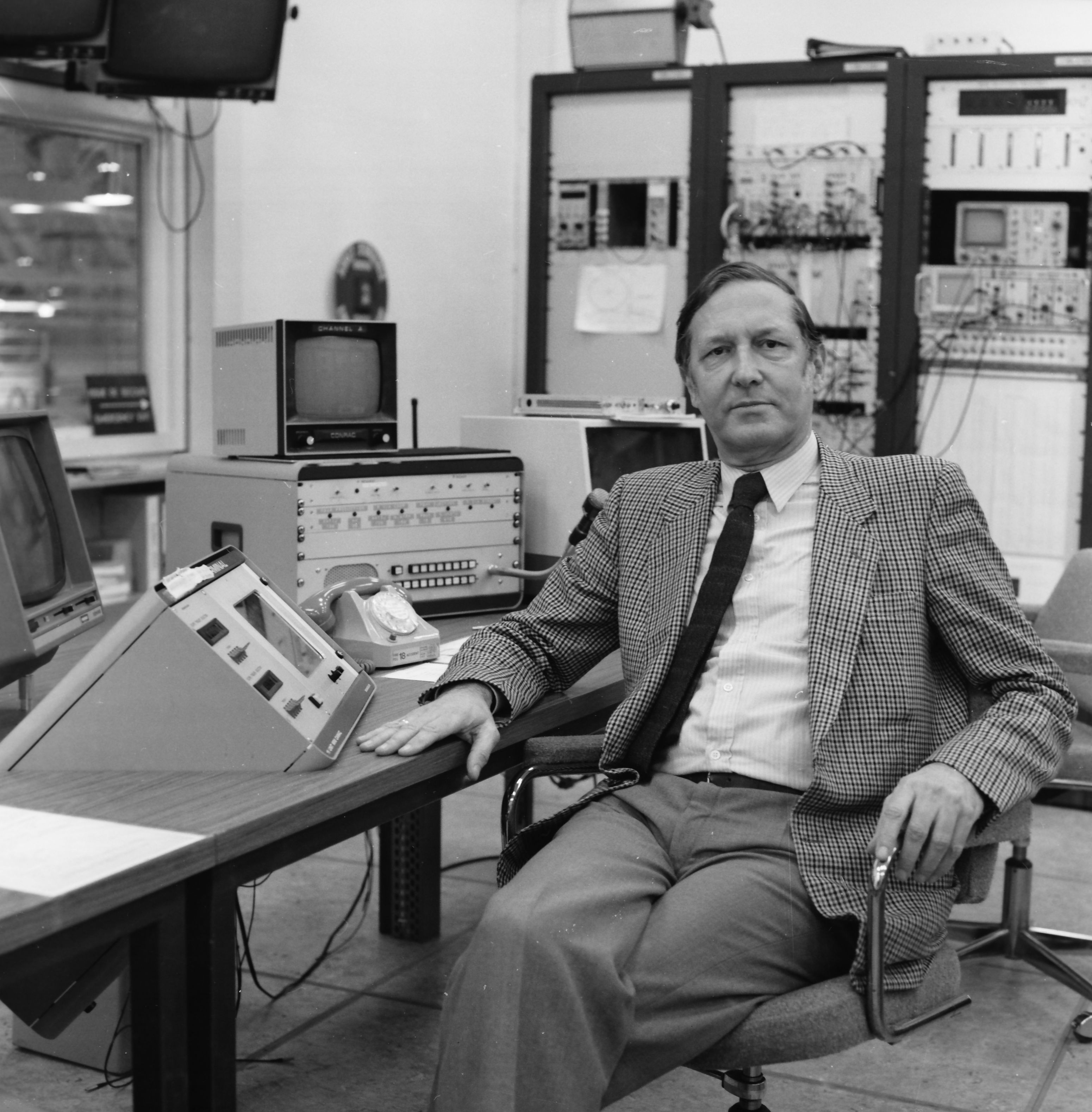
Simon van der Meer, 1987.

Simon van der Meer, född 24 november 1925 i Haag, död 4 mars 2011 i Genève, var en nederländsk nobelpristagare i fysik (1984). Han delade på priset med Carlo Rubbia med motiveringen "för deras avgörande insatser i det stora projekt som lett till upptäckten av fältpartiklarna W och Z, förmedlare av svag växelverkan".
Asteroiden 9678 van der Meer är uppkallad efter honom.